# Estação Rodrigo de Araya
A Estação Rodrigo de Araya é uma das estações do Metrô de Santiago, situada em Santiago, entre a Estação Ñuble e a Estação Carlos Valdovinos. Faz parte da Linha 5.
Foi inaugurada em 5 de abril de 1997. Localiza-se no cruzamento da Avenida Vicuña Mackenna com a Rua Santa Elena. Atende as comunas de Macul e San Joaquín.